# Élisabeth Poncelet
Élisabeth Poncelet (3 de febrero de 1954) es una deportista francesa que compitió en triatlón. Ganó una medalla de plata en el Campeonato Europeo de Triatlón de Larga Distancia de 1993.

## Palmarés internacional
| Campeonato Europeo | Campeonato Europeo | Campeonato Europeo | Campeonato Europeo |
| Año                | Lugar              | Medalla            | Prueba             |
| ------------------ | ------------------ | ------------------ | ------------------ |
| 1993               | Embrun (Francia)   | Medalla de plata   | Individual         |